# Isaac Gálvez
Isaac Gálvez Lopez (Vilanova i la Geltrú, 20 mei 1975 – Gent, 26 november 2006) was een Spaans wielrenner.

## Loopbaan
Als sprinter boekte hij vooral overwinningen in de Challenge Mallorca en ook in de Ronde van Italië en de Ronde van Frankrijk behaalde hij vele ereplaatsen. Op de baan was hij ook erg succesvol.

## Overlijden
Gálvez overleed op 31-jarige leeftijd na een zware valpartij tijdens de ploegkoers in de vijfde nacht van de Zesdaagse van Vlaanderen-Gent. Hij kwam rond 00.30 u in contact met renner Dimitri De Fauw, raakte de balustrade met zijn borst en verloor onmiddellijk het bewustzijn. De verwondingen waren zeer ernstig en hij moest ter plaatse gereanimeerd worden. Zo waren zijn longen geperforeerd door zijn eigen ribben. Tijdens zijn overbrenging naar het Universitair Ziekenhuis Gent overleed hij ten gevolge van inwendige bloedingen. Hij en zijn teamgenoot Juan Llaneras, samen datzelfde jaar nog wereldkampioen geworden, stonden op dat moment tweede in de stand. De Zesdaagse van Vlaanderen-Gent werd onmiddellijk definitief stilgelegd. Gálvez was op het ogenblik van zijn overlijden drie weken getrouwd. De Fauw raakte na het ongeval in een depressie en pleegde drie jaar later zelfmoord.

## Belangrijkste overwinningen

### Piste
| Jaar | SK | WK         | Overige          |
| ---- | -- | ---------- | ---------------- |
| 1996 |    |            |                  |
| 1997 |    |            |                  |
| 1998 |    |            |                  |
| 1999 |    | Ploegkoers |                  |
| 2000 |    | Ploegkoers | 6daagse Grenoble |
| 2001 |    | Ploegkoers |                  |
| 2002 |    |            |                  |
| 2003 |    |            |                  |
| 2004 |    |            |                  |
| 2005 |    |            |                  |
| 2006 |    | Ploegkoers |                  |

### Wegwielrennen
1994
- 2e etappe A Cinturón Ciclista Internacional a Mallorca

1998
- 5e etappe Cinturón Ciclista Internacional a Mallorca

2000
- Clásica de Almería

2001
- 2e etappe Ronde van het District Santarém
- 2e etappe Ronde van Alentejo

2002
- Trofeo Mallorca

2003
- Trofeo Mallorca
- Trofeo Alcudia

2004
- 3e etappe Catalaanse Wielerweek
- 2e etappe Ronde van Castilië en León (ploegentijdrit)
- 7e etappe Ronde van Catalonië

2005
- 1e etappe Internationaal Wegcriterium

2006
- Challenge Mallorca
- Trofeo Alcudia
- 5e etappe Vierdaagse van Duinkerke

## Resultaten in voornaamste wedstrijden
| Jaar | Ronde van Italië | Ronde van Frankrijk | Ronde van Spanje |
| ---- | ---------------- | ------------------- | ---------------- |
| 2002 | 121e             |                     |                  |
| 2003 | opgave           |                     |                  |
| 2005 | 131e             | opgave              |                  |
| 2006 |                  | opgave              |                  |

| Jaar | Milaan-San Remo | Gent-Wevelgem |  | Wereldranglijsten |
| ---- | --------------- | ------------- |  | ----------------- |
| 2002 |                 |               |  |                   |
| 2003 | 89e             |               |  |                   |
| 2005 |                 | 71e           |  |                   |
| 2006 |                 |               |  | 141e (UPT)        |

- Biblioteca Nacional de España: XX4805095

Botero ·
Cabello ·
Cárdenas ·
Castelblanco ·
Contreras ·
Cuenca ·
de los Ángeles ·
Escartín ·
Forner ·
Galván ·
Gálvez ·
Gómez ·
González ·
Gutiérrez ·
Heras ·
León ·
Manzano ·
J. Otxoa ·
R. Otxoa ·
Javier Pascual Llorente ·
Javier Pascual Rodríguez ·
Requejo ·
Rubiera ·
Sevilla ·
Tauler ·
Vicioso ·
Vidal ·
Betancor (stagiair) 
Botero ·
Cabello ·
Cárdenas ·
Cuenca ·
de los Ángeles ·
Desbiens ·
Gálvez ·
García ·
Gómez ·
González ·
Gutiérrez ·
León ·
López ·
Lozano ·
Manzano ·
Muñoz ·
Navarrete ·
Otero ·
J. Otxoa ·
R. Otxoa (tot 15/02) ·
Pascual ·
Rodríguez ·
Sevilla ·
Tauler ·
Usano ·
Vicioso ·
Vidal ·
Zaballa
Botero   ·
Cabello ·
Cuenca ·
de los Ángeles ·
Gálvez ·
García ·
Gómez ·
González ·
José Enrique Gutiérrez ·
José Ignacio Gutiérrez ·
Julia ·
León ·
López ·
Lozano ·
Manzano ·
Muñoz ·
Navarrete ·
Otero ·
Pascual ·
Pérez ·
Riera ·
Rodríguez ·
Sevilla ·
Tauler ·
Usano ·
Valverde ·
Vicioso ·
Vidal ·
Zaballa
Cabello ·
Cuenca ·
Gálvez ·
A. García ·
C. García ·
José Enrique Gutiérrez ·
José Ignacio Gutiérrez ·
Julia ·
Latasa ·
Lozano ·
Manzano (tot 30/09) ·
Muñoz ·
Parra ·
Pascual ·
Riera ·
Rodríguez ·
Sevilla ·
Tauler ·
Usano ·
Valverde ·
Zaballa
Arrieta ·
Becke ·
Colom ·
Gálvez ·
García ·
Gutiérrez ·
Horrach ·
Karpets ·
Lastras ·
López ·
Mancebo ·
Mensjov ·
Navas ·
A. Osa ·
U. Osa ·
Pradera ·
Radochla ·
Reynés ·
Tauler ·
Zandio
Arrieta ·
Arroyo ·
Becke ·
Carrasco ·
Colom ·
Erviti ·
Escobar ·
Gálvez ·
García ·
Gonzalez ·
Gutiérrez ·
Horrach ·
Julia ·
Karpets ·
Lastras ·
Leonet ·
Mancebo ·
Navas ·
A. Osa ·
U. Osa ·
Pérez ·
Pradera ·
Reynés ·
Tauler ·
Valverde ·
Zandio
Arroyo ·
Berthou ·
Brard ·
Carrasco ·
Colom ·
Erviti ·
Fertonani ·
Gálvez (tot 26/11) ·
García ·
Gutiérrez ·
Horrach ·
Jefimkin ·
Julia ·
Karpets ·
Lastras ·
Leonet ·
Markov ·
Pereiro ·
A. Pérez ·
F. Pérez ·
Perget ·
Portal ·
Pradera ·
Reynés ·
Rodríguez ·
Valverde ·
Zaballa ·
Zandio